# Betsy Snite
Betsy Baxter Snite-Riley, ameriška alpska smučarka, * 20. december 1938, Grand Rapids, † 15. junij 1984, Burlington.
Svoj največji uspeh kariere je dosegla na Olimpijskih igrah 1960, ko je osvojila srebrno medaljo v slalomu, tekma je štela tudi za svetovno prvenstvo, ob tem je bila še četrta v veleslalomu. Nastopila je že na Olimpijskih igrah 1956, toda v edinem nastopu v slalomu odstopila. Umrla je stara 45 let za rakom.